# Ihor Rymaruk
Ihor Mykolayovych Rymaruk (en ucraniano: І́гор Микола́йович Римару́к; 4 de julio de 1958 en Miakoty, Raión de Iziaslav- 3 de octubre de 2008) fue un poeta y editor ucraniano.

## Biografía
Ihor Rymaruk era hijo de los maestros de escuela Mykola y Halyna Rymaruk. Rymaruk empezó a escribir poemas en la escuela. Tras graduarse en la escuela con una medalla de oro, se matriculó en la Universidad Nacional Taras Shevchenko de Kiev, donde estudió periodismo y se graduó con honores en 1979. En 1978 debutó en la revista Dnipro, de la que más tarde fue director editorial. Desde 1984, Rymaruk fue miembro de la Unión Nacional de Escritores de Ucrania. Ese mismo año se publicó su primer volumen de poesía, The High Water. En 2002 recibió el Premio Nacional Shevchenko. En 2004 fue nombrado Presidente de la Asociación de Escritores Ucranianos. El 3 de octubre de 2008, Ihor Rymaruk falleció en un accidente de tráfico. Se publicaron póstumamente otros tres volúmenes de su poesía.

## Poesía
Los poemas de Rymaruk se caracterizan por la originalidad y la riqueza de imágenes poéticas. Escribía tanto en la forma clásica estricta, muy extendida aún hoy en Ucrania, como en verso libre. Al hacerlo, también se aplicó a sí mismo el criterio descrito de responsabilidad como autor. Se veía a sí mismo como parte de la historia ucraniana y también situaba sus poemas dentro de una tradición literaria. Tanto Yevhen Pluzhnyk como Yevhen Malanyuk fueron sus modelos a seguir. Los poemas de Rymaruk también recibieron un notable reconocimiento en el extranjero: fueron traducidos a numerosos idiomas, entre ellos: Inglés, polaco, español, rumano, sueco y alemán. En estos idiomas se imprimieron y publicaron principalmente en antologías de literatura ucraniana. Su volumen de poesía "Diva Obyda" (2000), ganó el concurso "Libro del Año" en la categoría "Voz del Alma".

## Edición
Rymaruk trabajó como editor en el periódico Noticias de Ucrania y en las editoriales Molod y Dnipro (1991-1994). Rymaruk también trabajó como redactor jefe de Suchasnist, que fue la principal revista literaria de Ucrania en la década de 1990.
En 1990, Rymaruk publicó la antología Los ochenta (Вісімдесятники), que reunía a importantes autores de esta generación que no pudieron publicar en la Era de Brézhnev. Esta generación ucraniana de los ochenta, a la que también pertenecía Rymaruk, se volvió contra las formas tradicionales en la literatura y se orientó más hacia los autores europeos. Esta generación también se oponía a la anterior generación soviética de los Sexagenarios y tenía un estilo poético más hermético e introvertido.

## Libros de poesía
- El agua alta (Висока вода), 1984.
- Durante la nevada (Упродовж снігопаду), 1988.
- Voces de la noche (Нічні голоси), 1991.
- Lluvia dorada (Золотий дощ), Poesía edición germano-ucraniana, Brodina, Reichelsheim, 1996.
- Virgen Obyda (Діва Обида), 2000, 2002.
- Triángulo de las Bermudas (Бермудський трикутник), 2007.
- Lágrima de la Virgen (Сльоза Богородиці), 2009.
- Tu buen tiempo (Твій добрий час), 2011.
- Viento divino: últimos poemas (Божественний вітер: останні вірші), 2012.